# Rusłan Zubkow
Rusłan Władysławowycz Zubkow, ukr. Руслан Владиславович Зубков (ur. 24 listopada 1991 w Odessie) – ukraiński piłkarz, grający na pozycji pomocnika.

## Kariera piłkarska

### Kariera klubowa
Wychowanek Szkoły Sportowej Czornomoreć Odessa (od 2004), barwy którego bronił w juniorskich mistrzostwach Ukrainy (DJuFL). Karierę piłkarską rozpoczął w 2008 w drugiej drużynie Czornomorca. Latem 2009 został piłkarzem Tytanu Armiańsk. Potem występował tylko w klubie Dnister Owidiopol, a po jego rozformowaniu w FK Odessa. Latem 2012 wyjechał do Azerbejdżanu, gdzie podpisał kontrakt z AZAL PFK Baku, ale nie zagrał żadnego meczu i został wypożyczony do Turanu Tovuz. W 2014 bronił barw Arazu Naxçıvan, z którym awansowałem do Premyer Liqi. Po kilku miesiącach gry w niej klub zrezygnował z dalszych występów i piłkarz otrzymał status wolnego klienta. Na początku 2015 powrócił do Ukrainy, gdzie został piłkarzem Illicziwca Mariupol. We wrześniu 2015 podpisał kontrakt z klubem Reał Farma Odessa. 9 lutego 2016 przeszedł do Zirki Kirowohrad. W styczniu 2017 za obopólną zgodą kontrakt został anulowany. 9 marca 2017 podpisał kontrakt z białoruskim Niomanem Grodno. 25 marca 2019 za obopólną zgodą kontrakt został rozwiązany. 14 lipca 2019 przeszedł do FK Lwów, w którym grał do 17 grudnia 2019 roku.

## Sukcesy i odznaczenia

### Sukcesy piłkarskie
Tytan Armiańsk
- mistrz Ukraińskiej Drugiej Ligi: 2009/10

Araz Naxçıvan
- mistrz Azerskiej Pierwszej Ligi: 2013/14